# Aleksander Federley
Aleksander (Alex) Thiodolf Federley eller signaturen AFley, född 12 juli 1864 i Åbo, död 17 november 1932, var en finländsk konstnär (målare, tecknare och grafiker), mest förknippad med vykort, affischer och skämtteckningar.

## Biografi
Federley studerade vid Finska Konstföreningens ritskola i Åbo 1882–1885 och i samma skola i Helsingfors 1885–1888 och vid Académie Julian i Paris 1890–1893. Han var gift med konstnären Sanny Hagelstam och arbetade vid sidan av sina konstnärsuppdrag som lärare i teckning 1900–1932, från 1909 också som skoldirektör.

## Verk
Federley är delvis känd för landskapsmålningar i olja men mest för sina teckningar och illustrationer, bland annat till reseskildringar och barnböcker. Bland annat illustrerade han Fältskärns berättelser av Zacharias Topelius. Han utformade också tidningsomslag, vykort och affischer och inom affischkonsten var han något av en pionjär i Finland. Federley var också åtminstone sommaren 1886 verksam i Önningebykolonin.

## Galleri

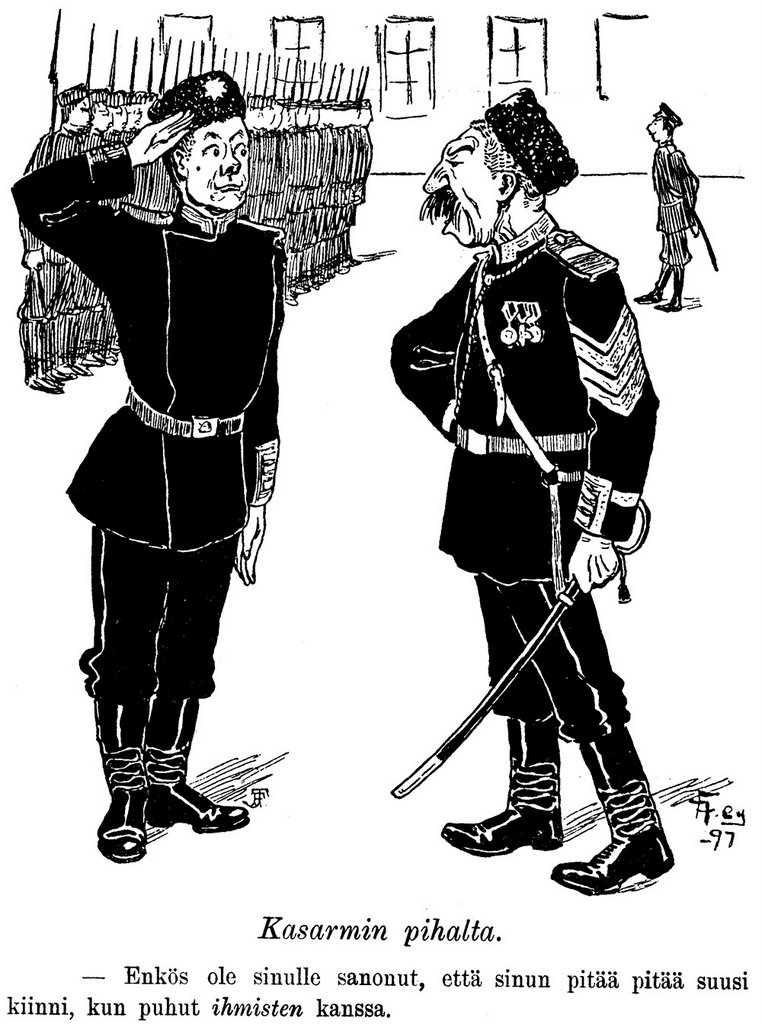
Skämtteckning av Aleksander Federley. "Har jag inte sagt åt dig att du ska hålla mun när du talar till folk", säger befälet till soldaten.
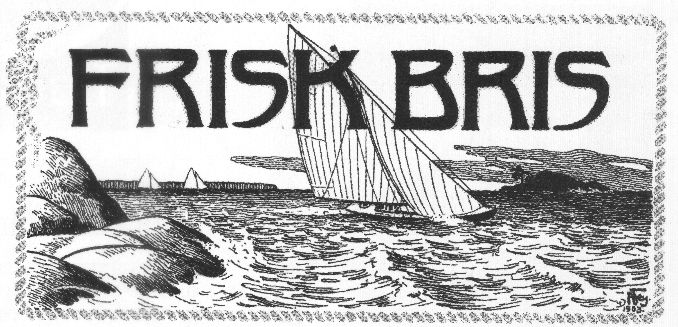
Federleys vinjett till seglingstidskriften Frisk bris. Nere i det högra hörnet ses hans signatur AFley 1903.
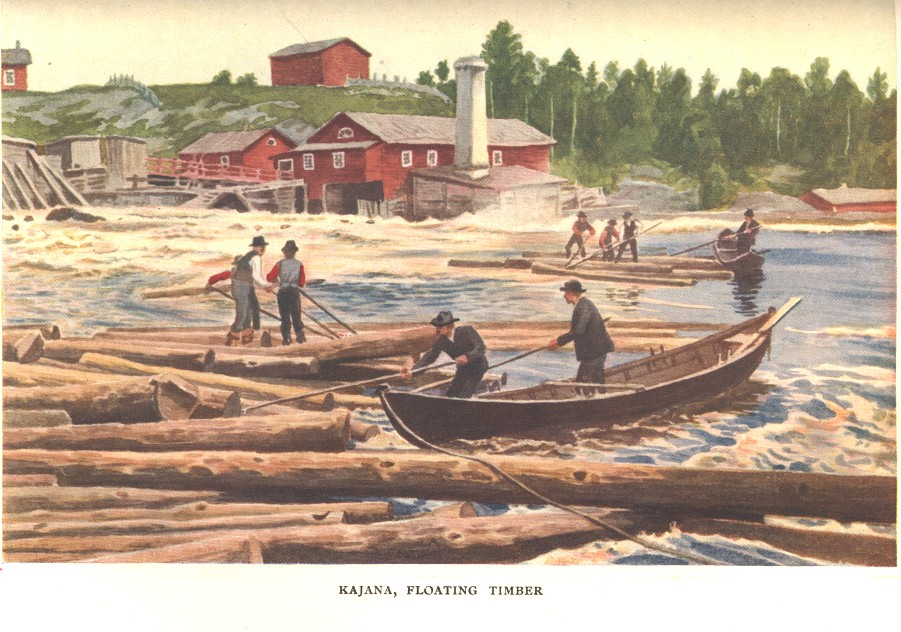
Kajanaland
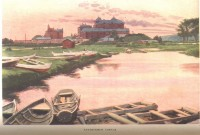
Tavastehus
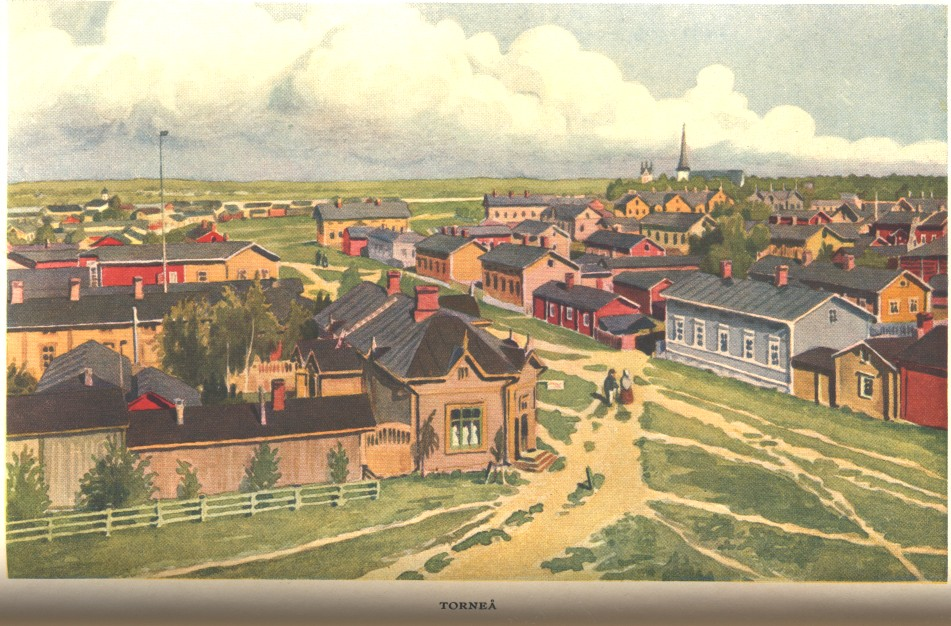
Torneå 1908
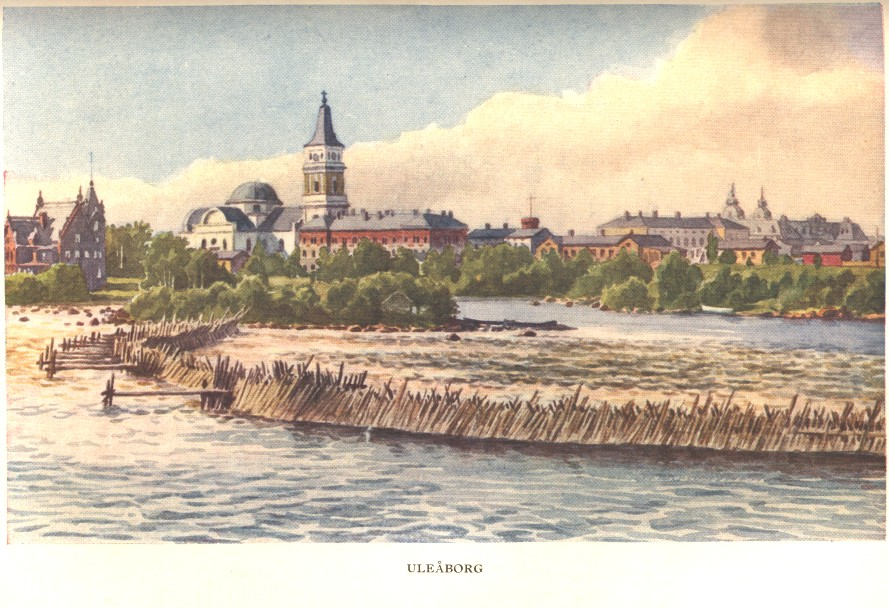
Uleåborg 1908
Teckning av Floradagen 1848, tecknad av Federley 1898